# Pietro Borsieri
Pietro Borsieri (* ca. 1719 in Civezzano; † ca. 1780 in Mailand) war ein italienischer Arzt in Rom, Leib- und Militärarzt der Besatzung von Cremona.

## Leben
Pietro Borsieri wurde als ältester Sohn des Francesco Borsieri und der Magdalena Pellegrini in Civezzano geboren. Er studierte in Padua Medizin und wurde 1739 promoviert. Seine Frau stammte aus der Familie Dall'Avo di Vichperg.
Zuerst war er Arzt am Spital von St. Johann im Lateran (Ospedale di San Giovanni in Laterano) in Rom, dann erhielt er eine Arztstelle in Vicovaro, später in Tivoli bei Rom. Diese Stelle war ihm zu anstrengend, sodass er wieder nach Rom zurückging, wo er Leibarzt des Prinzen Santa Croce wurde. Dieser war kaiserlicher Gesandter in der Republik Venedig. Der Fürstbischof von Gurk in Kärnten, Graf Joseph Maria von Thun, bot ihm an, als Leibarzt zweier seiner Neffen nach Sachsen mitzureisen. Nachdem er wieder nach Trient zurückgekehrt war, wurde er Protomedicus und Rat des Grafen Leopold Ernst von Firmian, des Fürstbischofs von Seckau in der Steiermark, des späteren Bischofs von Passau. Mit ihm machte er verschiedene Reisen nach Deutschland, anschließend wurde er über 30 Jahre lang kaiserlicher Arzt der Garnison von Cremona, wo er zum obersten Heeresarzt der österreichischen Truppen in der Lombardei ernannt wurde. Seine beiden jüngeren Brüder Francesco Borsieri und Giovanni Battista Borsieri waren ebenfalls Ärzte.

## Werke
- Zwei Beobachtungen über Fallsucht, in: Dall’Armi, Saggi di Medicina, Faenza 1768, hrsg. durch seinen Bruder Giovanni Battista Borsieri.